# Echinodictyum jousseaumi
Echinodictyum jousseaumi är en svampdjursart som beskrevs av Topsent 1892. Echinodictyum jousseaumi ingår i släktet Echinodictyum och familjen Raspailiidae. Inga underarter finns listade i Catalogue of Life.